# Kristen anarkisme
 Der er for få eller ingen kildehenvisninger i denne artikel, hvilket er et problem. Du kan hjælpe ved at angive troværdige kilder til de påstande, som fremføres i artiklen.

Kristen anarkisme er troen på, at Gud er den eneste autoritet som kristne står til ansvar overfor. Det er kristne anarkisters overbevisning, at hverken regeringen eller den etablerede kirke skal have magt over befolkningen.
Ifølge anarkistisk bibelanskuelse er der en klar overensstemmelse mellem anarkisme og Jesu lære, som flere steder er kritisk overfor kirken og status quo.